# Phenomenon (album de LL Cool J)
Pour les articles homonymes, voir Phenomenon.
Albums de LL Cool J
All World: Greatest Hits
(1996) GOAT
(2000)
Singles
1. Phenomenon
Sortie : 23 septembre 1997
2. 4, 3, 2, 1
Sortie : 9 décembre 1997
3. Father
Sortie : 13 janvier 1998
4. Hot Hot Hot
Sortie : 27 mars 1998
5. Candy
Sortie : 3 juillet 1998

Phenomenon est le septième album studio de LL Cool J, sorti le 14 octobre 1997.
L'album s'est classé 4e au Top R&B/Hip-Hop Albums et 7e au Billboard 200 et a été certifié disque de platine par la Recording Industry Association of America (RIAA) le 8 janvier 1998.

## Liste des titres
| No  | Titre                                                   | Contient un (des) sample(s) de | Durée |
| --- | ------------------------------------------------------- | --- | ----- |
| 1.  | Phenomenon                                              | Who Is He and What Is He to You? de Creative Source (en) White Lines (Don't Don't Do It) de Grandmaster Melle Mel The What de The Notorious B.I.G. featuring Method Man | 4:04  |
| 2.  | Candy (featuring Ralph Tresvant et Ricky Bell)          | Sunshine d'Alexander O'Neal Candy Girl de New Edition | 4:33  |
| 3.  | Starsky & Hutch (featuring Busta Rhymes)                | | 4:33  |
| 4.  | Another Dollar (featuring Lost Boyz)                    | | 3:48  |
| 5.  | Nobody Can Freak You (featuring Keith Sweat et LeShaun) | Nobody Can Be You de Steve Arrington | 3:20  |
| 6.  | Hot, Hot, Hot (featuring LeShaun)                       | Pleasure of Love de Tom Tom Club | 4:22  |
| 7.  | 4,3,2,1 (featuring Canibus, DMX, Method Man et Redman)  | Superappin' de Grandmaster Flash and The Furious Five Rock the Bells de LL Cool J (You Gotta) Fight for Your Right (To Party!) des Beastie Boys                         | 4:18  |
| 8.  | Wanna Get Paid (featuring Lost Boyz)                    | | 4:10  |
| 9.  | Father                                                  | Father Figure de George Michael | 4:44  |
| 10. | Don't Be Late, Don't Come Too Soon (featuring Tamia)    | You Are My Starship de Norman Connors featuring Michael Henderson | 6:38  |